# Louis Hillier (botaniste)
Ne doit pas être confondu avec Louis Hillier.
Pour les articles homonymes, voir Hillier.
Louis (Édouard, Joseph) Hillier, né le 9 février 1871 à Besançon (Doubs) et mort le 14 mars 1962 dans la même ville, est un botaniste français.
Entre 1906 et 1954 il publie divers articles sur la flore bryologique du Jura et des Vosges puis un catalogue des mousses du Jura en 1954, travaux notamment évalués et remarqués par Antoine Magnin, Jean-Baptiste Touton et Maurice Bizot.
Vice-président de la Société d'Histoire naturelle du Doubs en 1914, membre de l'Académie des sciences, belles-lettres et arts de Besançon et de Franche-Comté en 1945, il fut également conservateur du Jardin botanique de Besançon et des collections de la Faculté des Sciences de Besançon.
Louis Hillier est aussi un syndicaliste, fiché par la police, pour son appartenance à la CGT, ayant notamment été à la tête des typographes de Besançon en 1912, adhérent à l'Union Départementale en 1922, ou encore candidat de la section industrie au conseil de prud'hommes en 1932.

## Publications
- Flore bryologique du marais de Saône[3] (1902) ;
- Note préliminaire sur les hépatiques des environs de Besançon[3] (1905) ;
- Les Sphaignes des tourbières des Basses-Vosges, excursion sphagnologique faite dans les environs de Melisey (Haute-Saône), du 10 au 15 juillet 1905[3] (1906) ;
- Note complémentaire sur les sphaignes, mousses et hépatiques des Vosges méridionales[3] (1909) ;
- Le Fonctionnement de l'Office mycologique de France (3e campagne, 1910). Rapport présenté à la séance du 14 novembre 1910. - Communication faite à la séance du 28 novembre 1910[3] ;
- Promenades bryologiques dans les monts Jura[3] (1912) ;
- Les Fissidens dans la chaîne du Jura et zones limitrophes[3] (1936) ;
- Compte rendu d'une délégation au VIe Congrès des sociétés savantes de Franche-Comté, à Vesoul[3] ;
- Sur les fontinales jurassiennes[3].